# Katherine Paterson

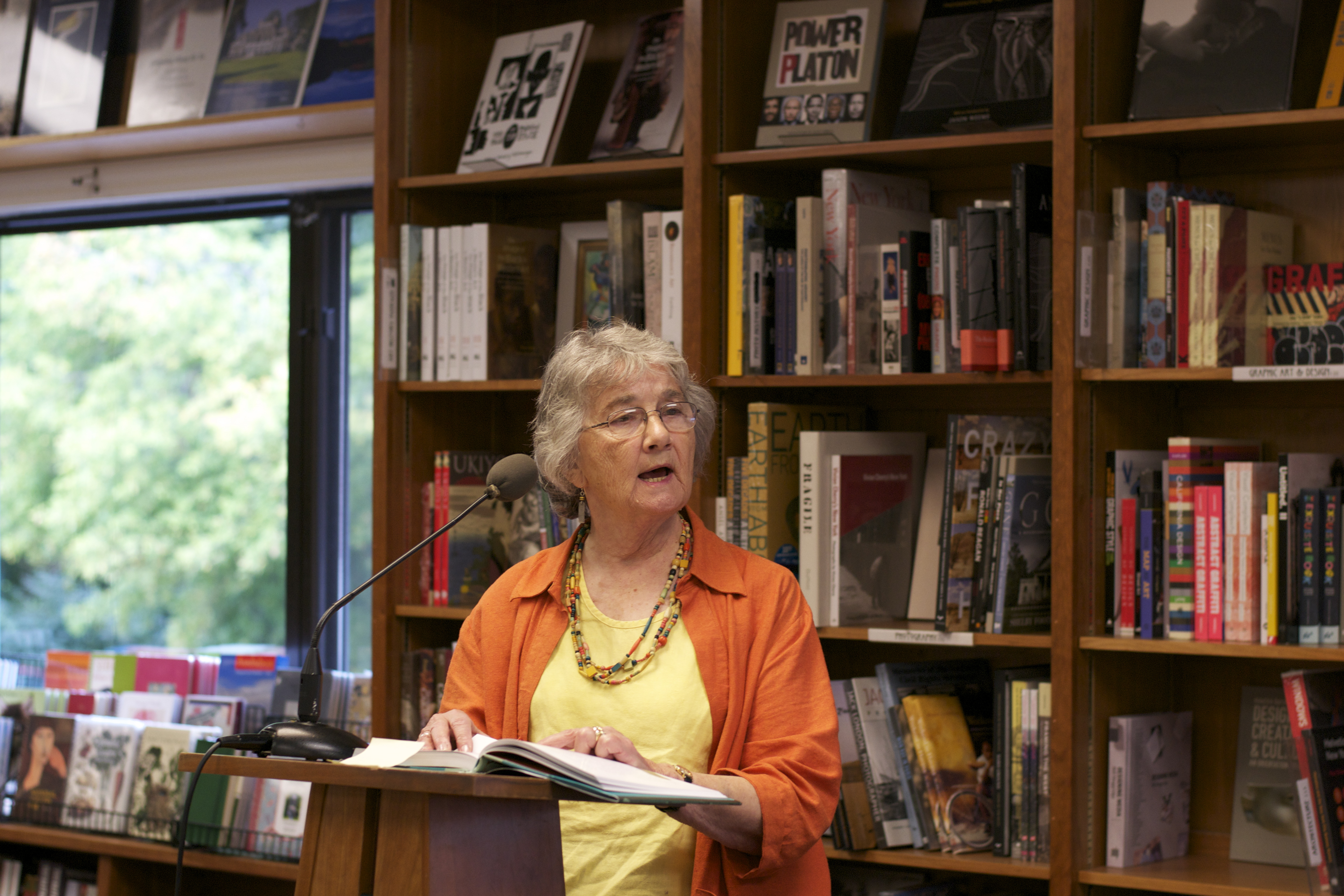
Katherine Paterson (2011)

Katherine Paterson (* 31. Oktober 1932 in Qing Jiang, China) ist eine US-amerikanische Schriftstellerin.

## Leben und Werk
Katherine Paterson kam als Tochter der presbyterianischen Missionare George und Mary Womeldorf zur Welt. Zwischen 1937 und 1950 musste sie mit ihrer Familie aufgrund verschiedener Umstände fünfzehn Mal umziehen. Mehrmals wechselte der Wohnsitz der Womeldorfs dabei zwischen den Vereinigten Staaten und China.
Ab 1954 studierte sie Englisch am King College in Bristol, Tennessee. Anschließend arbeitete sie vier Jahre lang als Missionarin in Japan. Nach ihrer Rückkehr in die USA heiratete sie 1962 den Pfarrer John Paterson, mit dem sie vier Kinder hat, von denen zwei adoptiert sind. Neben Englisch, Chinesisch und Japanisch beherrscht Paterson auch die russische Sprache und war gelegentlich als Übersetzerin, u. a. für ihre eigenen Bücher tätig. Heute lebt und arbeitet sie in Vermont.
Im September 2024 wurde angekündigt, dass Paterson ein Sachbilderbuch mit Illustrationen von Sally Deng und mit Unterstützung von Claudia Lepman-Logan über Jella Lepman und die Gründung der Internationalen Jugendbibliothek in München geschrieben hat, das im Februar 2025 auf Englisch erscheinen wird.

## Bibliographie
- 1978: The Master Puppeteer, 1975, dt. von Estelle van der Zwaan: Puppenspieler und Banditen, Tübingen: Edition Bergh, 1978.
- 1980: The Great Gilly Hopkins, 1978, dt. von Ulla Neckenauer: Gilly Hopkins, Wien: Ueberreuter 1980.
- 1981: Jacob Have I Loved, 1980, dt. von  Hans Erik Hausner: Aber Jakob habe ich geliebt, Wien: Ueberreuter, 1981.
- 1981: Bridge to Terabithia, 1977, dt. von. Ursula von Wiese: Die Brücke ins andere Land, plats Bergh, 1981. 2007: Neuübersetzung von Vanessa Walder: Die Brücke nach Terabithia, Ravensburger Buchverlag, 2007. ISBN 978-3-473-34716-2
- 1982: Of Nightingales that Weep, 1974, dt. von Ursula von Wiese: Das Lied einer Nachtigall, Edition Bergh, 1982.
- 1983: Rebels of the Heavenly Kingdom, 1983, dt. von Christa Mitscha-Märheim: Die Rebellen des himmlischen Königreichs, Wien; Ueberreuter, 1983.
- 1988: Come sing, Jimmy Jo, 1985, dt. von  Doris Halter: Sing, Jimmy Jo, Wien; Ueberreuter, 1988.
- 1994: Lyddie, 1991, dt. von Ulla Neckenauer: Du hast noch eine Chance, Lyddie, Wien: Ueberreuter, 1994.
- 1995: Flip-Flop Girl, 1994, dt. von Ulla Neckenauer: Das andere Mädchen, Ueberreuter, 1995.
- 1998: Jip, His Story, 1996, dt. von Ulla Neckenauer: Weg in die Freiheit, Ueberreuter, 1998.

## Auszeichnungen (Auswahl)
- 1977: National Book Award für The Master Puppeteer
- 1977: Newbery Medal für Bridge to Terabithia
- 1978: Lewis Carroll Shelf Award für Bridge to Terabithia
- 1979: National Book Award für The Great Gilly Hopkins
- 1981: Newbery Medal für Jacob Have I Loved
- 1982: Preis der Leseratten
- 1988: Regina Medal
- 1994: Phoenix Award für Of Nightingales that Weep
- 1998: Hans Christian Andersen Award
- 2006: Astrid-Lindgren-Gedächtnis-Preis
- 2013: Laura Ingalls Wilder Award der American Library Association für große Verdienste in der Kinderliteratur

## Verfilmungen
- 2002: Miss Lettie und ich (Miss Lettie and me) – Regie: Ian Barry
- 2006: Brücke nach Terabithia (Bridge to Terabithia) – Regie: Gabor Csupo
- 2014: Gilly Hopkins – Eine wie keine (The Great Gilly Hopkins) – Regie: Stephen Herek